# La belle époque (film)
La belle époque è un film del 2019 scritto e diretto da Nicolas Bedos. 
La pellicola è stata presentata fuori concorso alla 72ª edizione del Festival di Cannes nel 2019 e racconta la storia di un uomo che attraversa una profonda crisi esistenziale e coniugale e che, grazie a un'azienda specializzata in ricostruzioni storiche, può "tornare indietro nel tempo" per rivivere un periodo del passato a suo piacimento.

## Trama
Victor Drumond è un disegnatore sessantenne disilluso e nostalgico, la cui vita sembra essersi arenata. Un tempo fumettista di successo, ora è rimasto indietro rispetto alla modernità: rifiuta smartphone, realtà virtuale e social media. Il suo matrimonio con Marianne, una brillante psichiatra, è in crisi profonda. Dopo quarant'anni insieme, Marianne lo caccia di casa a causa del suo atteggiamento apatico e insofferente verso il presente.
Victor trova temporaneo rifugio presso il suo amico Antoine, un imprenditore eccentrico che gestisce un’agenzia molto particolare. Questa azienda offre ai clienti la possibilità di rivivere, grazie a un elaborato sistema di ricostruzioni teatrali, qualunque epoca storica o momento desiderino, grazie ad attori, scenografie e sceneggiature personalizzate.

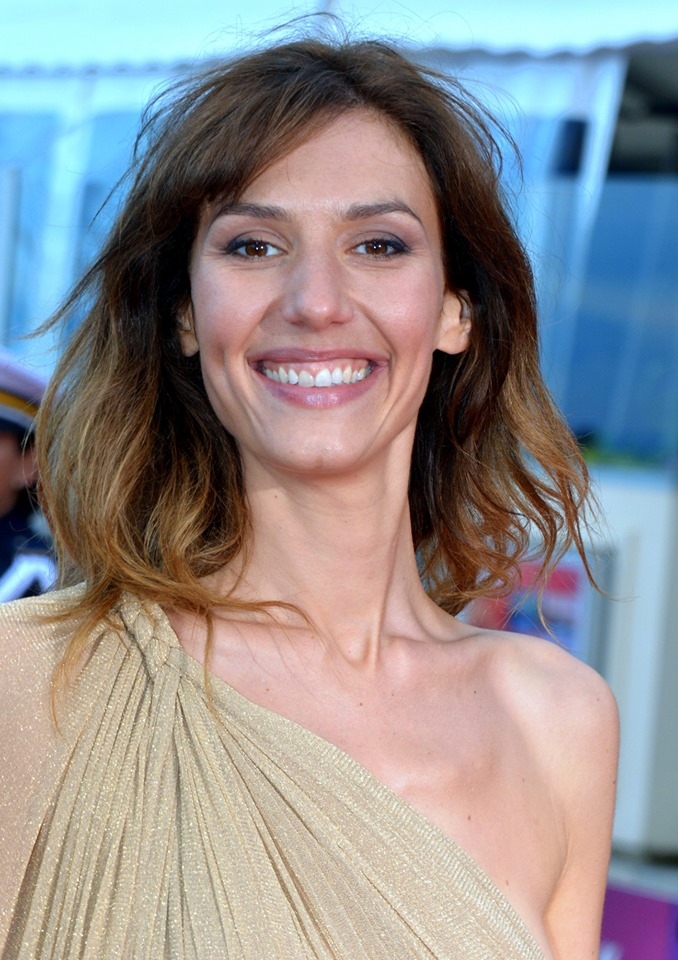
Doria Tillier a Cabourg nel 2019

Victor, incuriosito e spinto dalla malinconia, decide di accettare l’offerta di Antoine: vuole rivivere il giorno in cui conobbe Marianne, ossia il 16 maggio del 1974 a Lione, in un caffè. Era il momento più felice e significativo della sua vita.
Antoine mette in piedi una meticolosa ricostruzione della Lione degli anni ’70, con attori che interpretano amici, passanti e la giovane Marianne. A interpretare questa è Margot, una giovane attrice dal temperamento irrequieto, amante dello stesso Antoine, con cui ha un rapporto burrascoso.
Man mano che Victor si immerge nella finzione, inizia a confondere sempre di più realtà e illusione. La replica della sua giovinezza risveglia in lui emozioni sopite, e si innamora – o forse re-innamora – della giovane "Marianne", alias Margot. Allo stesso tempo, anche Margot è colpita dal romanticismo e dalla dolcezza di Victor, così distante dalla tossicità del legame con Antoine.
Fuori dalla finzione, Marianne (quella vera) guarda con stupore e fastidio la scelta del marito di rifugiarsi in un mondo fittizio piuttosto che affrontare la realtà. Ma col tempo si accorge che quell’uomo che pensava ormai spento si sta riaccendendo, sta riscoprendo la sensibilità e la voglia di amare.
Il film si muove su un doppio piano: quello del presente malinconico e quello della rievocazione teatrale, pieno di passione, colori e poesia. L’esperienza cambia profondamente Victor: rivivendo il passato, capisce non solo cosa ha perso, ma anche cosa può ancora salvare.
Nel finale, Victor e Marianne tentano un riavvicinamento carico di commozione reciproca. Nell'ultima scena Victor crede di vedere Margot seduta al tavolino di un bar, ma poi si abbandona a un sorriso rendendosi conto dell'abbaglio.

## Colonna sonora
La colonna sonora del film (etichetta Milan Records), è composta da 21 brani. Nove brani sono stati composti da Anne-Sophie Versnaeyen, di cui quattro assieme a Nicolas Bedos.
1. Giuliano Carmignola e Andrea Marcon – Sonata per violino No. 4 in do Minore, BWV 1017 – 4:36 (musica: Johann Sebastian Bach)
2. Soirée Hemingway – 1:24 (Anne-Sophie Versnaeyen)
3. Margot Théâtre – 1:44 (Anne-Sophie Versnaeyen)
4. La Ronde – 1:33 (Anne-Sophie Versnaeyen e Nicolas Bedos)
5. À la porte – 0:58 (Anne-Sophie Versnaeyen e Nicolas Bedos)
6. Bienvenue dans nos décor – 2:28 (Anne-Sophie Versnaeyen)
7. Chambre Margot – 2:30 (Anne-Sophie Versnaeyen)
8. Billie Holiday – The Man I Love – 3:06 (George Gershwin e Ira Gershwin)
9. Bobby Goldsboro – Honey – 3:55 (Bobby Russell)
10. Quintango – Por una Cabeza – 2:30 (Carlos Gardel e Alfredo Le Pera)
11. Dessiner Margot – 1:10 (Anne-Sophie Versnaeyen e Nicolas Bedos)
12. Fontella Bass – Rescue Me – 2:53 (Raynard Miner, Carl Smith e Fontella Bass)
13. Doria Tillier – Me and Bobby McGee – 3:02 (Kris Kristofferson e Fred Foster)
14. Baccara – Yes Sir, I Can Boogie – 4:33 (Frank Dostal e Rolf Soja)
15. Franck Hedin – Lost In Your Arms – 3:02 (Franck Hedin, Nathalie Loriot e Vincent Turbé)
16. Player – Baby Come Back – 3:28 (Peter Beckett e J.C. Crowley)
17. Benedic Lamdin e Riaan Vosloo – Crying Tree – 2:34 (Benedic Lamdin e Riaan Vosloo)
18. Alain Souchon – J'ai dix ans – 3:04 (Alain Souchon)
19. After All – And I Will Follow – 4:50 (After All)
20. Ballade de Marianne – 2:47 (Anne-Sophie Versnaeyen)
21. Générique de Fin – 4:13 (Anne-Sophie Versnaeyen e Nicolas Bedos)

Durata totale: 60:20

## Accoglienza

### Incassi
In Francia il film ha incassato circa 8 milioni e 400mila euro, piazzandosi al 41° posto tra i film usciti in quel paese nel 2019. In Italia ha incassato 1 milione e 500mila euro. In tutto il mondo, nel complesso, ha incassato circa 13 milioni di dollari.

### Critica
La Belle Époque ha ricevuto un’accoglienza generalmente positiva da parte della critica internazionale, che ha apprezzato soprattutto la sua originalità narrativa e la capacità di combinare con eleganza il romanticismo e la commedia sofisticata. Molti critici hanno sottolineato come il film sappia parlare di amore e nostalgia in modo leggero ma non superficiale, giocando abilmente con i codici del cinema e del teatro.
Peter Bradshaw del Guardian ha riconosciuto il fascino visivo e l'ambizione del progetto, ma ha lamentato una certa “zuccherosità” e una costruzione troppo artificiale della trama. La critica italiana lo ha definito “uno dei film migliori dell’anno” e ne ha lodato l’intelligente gioco di ruoli e finzione “sfacciatamente affascinante” e capace di trasferire la magia del cinema nella vita dei personaggi, con richiami alle opere di Truffaut e (forse) alla commedia Léocadia (1940) di Jean Anouilh.

## Distribuzione
Il film è stato presentato in anteprima al Festival di Cannes 2019 il 20 maggio. È stato distribuito in Francia dalla Pathé a partire dal 6 novembre dello stesso anno.
In Italia, è stato presentato in anteprima alla Festa del Cinema di Roma 2019 ed è stato distribuito nelle sale cinematografiche da I Wonder Pictures a partire dal 7 novembre 2019.

## Riconoscimenti
- 2020 - Premio César
  - Migliore attrice non protagonista a Fanny Ardant
  - Migliore sceneggiatura originale a Nicolas Bedos
  - Migliore scenografia a Stéphane Rozenbaum
  - Candidatura per il miglior film
  - Candidatura per il miglior regista a Nicolas Bedos
  - Candidatura per il miglior attore a Daniel Auteuil
  - Candidatura per la miglior attrice a Doria Tillier
  - Candidatura per la migliore fotografia a Nicolas Bolduc
  - Candidatura per il miglior montaggio a Anny Danché e Florent Vassault
  - Candidatura per i migliori costumi a Emmanuelle Youchnovski
  - Candidatura per il miglior sonoro a Rémi Daru, Séverin Favriau, Jean-Paul Hurier
- 2020 - Festival del film di Cabourg
  - Swann d'Oro per la migliore regia a Nicolas Bedos[13]